# 이십사사
| 이름          | 저자                 | 권수 |
| ------------- | -------------------- | ---- |
| 사기          | 전한·사마천          | 130  |
| 한서          | 후한·반고·배인       | 100  |
| 후한서        | 유송·범엽·배송지     | 120  |
| 삼국지        | 서진·진수·배잠       | 65   |
| 진서(晉書)    | 당·방현령·배행검 등  | 130  |
| 송서          | 양·심약              | 100  |
| 남제서        | 양·소자현            | 59   |
| 양서          | 당·요사렴            | 56   |
| 진서(陳書)    | 당·요사렴            | 36   |
| 위서          | 북제·위수            | 114  |
| 북제서        | 당·이백약            | 50   |
| 주서          | 당·영호덕분 등       | 50   |
| 수서          | 당·위징 등           | 85   |
| 남사          | 당·이연수            | 80   |
| 북사          | 당·이연수            | 100  |
| 구당서        | 후진·유후 등         | 200  |
| 신당서        | 송·구양수 등         | 225  |
| 구오대사      | 송·설거정 등         | 150  |
| 신오대사      | 송·구양수            | 74   |
| 송사          | 원·토크토 등         | 496  |
| 요사          | 원·토크토 등         | 116  |
| 금사          | 원·토크토 등         | 135  |
| 원사          | 명·송렴 등           | 210  |
| 명사          | 청·장정옥 등         | 332  |
| 신원사*       | 중화민국·커샤오민 등 | 257  |
| 청사고*       | 중화민국·자오얼쑨 등 | 536  |
| v • d • e • h |                      |      |

이십사사(二十四史)는 중국에서 정사(正史)로 인정받는 역사서 24종의 통칭이다. 다음 왕조에서 정사로 인정받은 것만을 모은 것으로 동아시아 역사 연구에 중요한 사료로 널리 인정받고 있다.
중화민국에서 《원사》를 고쳐 쓴 《신원사》 또는 청나라의 역사를 엮은 《청사고》를 합해 이십오사라 부르기도 한다. 또는 두 책을 모두 합쳐서 이십육사라 부르는 사람도 있다.
이십사사 가운데 《사기》, 《한서》, 《후한서》, 《삼국지》를 통틀어 전사사(前四史)로 부른다.

## 개요
이십사사는 청나라의 건륭제에 의해 결정되었다. 중화민국에 이르러 원래 역사를 수정한 《신원사》가 편찬되고 정부에 의해 정사에 추가되어 《이십오사》가 되었다. 그러나 《신원사》 대신 시기에 편찬된 《청사고》를 추가하여 이십육사라고 하는 경우도 있어 그 호칭이 일정하지 않다.
또한 제2차 세계 대전 이후 1961년에 중화민국 정부(중국 국민당)에 의해 청사고를 개정하여 정사로 펴낸 《청사》(淸史)가 편찬되었으나 베이징의 중화인민공화국 정부(중국 공산당)는 책은 중국 국민당의 사관에 의해 《청사고》를 개악한 것으로 규정하여 그 존재 가치를 인정하고 있지 않다. 중화인민공화국은 2002년에 국가 정사 편찬위원회를 출범했으며 2016년에는 자체적인 《청사》를 편찬했다.

## 목록
| ## | 제목                | 제작 국가   | 총괄 저자                 | 제작 시기                   | 총 권수       | 비고              |
| -- | ------------------- | ----------- | ------------------------- | --------------------------- | ------------- | ----------------- |
| 1  | 사기 (史記)         | 전한 (前漢) | 사마천(司馬遷)            | 기원전 2세기 ~ 기원전 1세기 | 130권         | [ 1 ] [ 2 ]       |
| 2  | 한서 (漢書)         | 후한 (後漢) | 반고(班固)                | 50년대 ~ 100년대            | 120권 (100편) | [ 2 ] [ 3 ] [ 4 ] |
| 3  | 후한서 (後漢書)     | 유송 (劉宋) | 범엽(范曄)                | 432년 ~ 450년대             | 130권         | [ 2 ] [ 5 ]       |
| 4  | 삼국지 (三國誌)     | 서진 (西晉) | 진수(陳壽)                | 280년대 ~ 290년대           | 65권          | [ 2 ]             |
| 5  | 진서 (晉書)         | 당 (唐)     | 방현령(房玄齡) 외         | 620년대 ~ 636년             | 130권         | [ 6 ]             |
| 6  | 송서 (宋書)         | 남량 (南梁) | 심약(沈約)                | 500년대 ~ 510년대           | 100권         |                   |
| 7  | 남제서 (南齊書)     | 남량 (南梁) | 소자현(蕭子顯)            | 500년대 ~ 510년대           | 60권          | [ 7 ]             |
| 8  | 양서 (梁書)         | 당 (唐)     | 요찰(姚察) 요사렴(姚思廉) | 620년대 ~ 636년             | 56권          | [ 6 ]             |
| 9  | 진서 (陳書)         | 당 (唐)     | 요사렴(姚思廉)            | 620년대 ~ 636년             | 36권          | [ 6 ]             |
| 10 | 위서 (魏書)         | 북제 (北齊) | 위수(魏收)                | 550년 ~ 559년               | 114권         |                   |
| 11 | 북제서 (北齊書)     | 당 (唐)     | 이백약(李百藥)            | 620년대 ~ 636년             | 50권          | [ 6 ] [ 8 ]       |
| 12 | 주서 (周書)         | 당 (唐)     | 영호덕분(令狐德棻) 외     | 620년대 ~ 636년             | 50권          | [ 6 ]             |
| 13 | 수서 (隋書)         | 당 (唐)     | 위징(魏徵) 외             | 620년대 ~ 636년             | 85권          | [ 6 ]             |
| 14 | 남사 (南史)         | 당 (唐)     | 이연수(李延壽)            | 643년 ~ 659년               | 80권          | [ 6 ]             |
| 15 | 북사 (北史)         | 당 (唐)     | 이연수(李延壽)            | 643년 ~ 659년               | 100권         | [ 6 ]             |
| 16 | 구당서 (舊唐書)     | 후진 (後晉) | 유후(劉昫) 외             | 940년 ~ 945년               | 200권         | [ 9 ]             |
| 17 | 신당서 (新唐書)     | 북송 (北宋) | 구양수(歐陽脩) 외         | 1044년 ~ 1060년             | 225권         |                   |
| 18 | 구오대사 (舊五代史) | 북송 (北宋) | 설거정(薛居正) 외         | 973년 ~ 974년               | 150권         | [ 10 ]            |
| 19 | 신오대사 (新五代史) | 북송 (北宋) | 구양수(歐陽脩)            | 1036년 ~ 1053년             | 74권          | [ 11 ]            |
| 20 | 요사 (遼史)         | 원 (元)     | 토크토아(脫脫) 외         | 1343년 ~ 1344년             | 116권         | [ 12 ]            |
| 21 | 송사 (宋史)         | 원 (元)     | 토크토아(脫脫) 외         | 1343년 ~ 1345년             | 496권         | [ 12 ]            |
| 22 | 금사 (金史)         | 원 (元)     | 토크토아(脫脫) 외         | 1343년 ~ 1345년             | 135권         | [ 12 ]            |
| 23 | 원사 (元史)         | 명 (明)     | 송렴(宋濂) 외             | 1368년 ~ 1370년             | 210 권        | [ 13 ]            |
| 24 | 명사 (明史)         | 청 (淸)     | 장정옥(張廷玉) 외         | 1679년 ~ 1735년             | 332권         |                   |

## 같이 보기
- 중국의 역사
- 십팔사략